# Zelda Sears
Zelda Sears, nata Zelda Paldi (Brockway, 21 gennaio 1873 – Hollywood, 19 febbraio 1935), è stata una sceneggiatrice, attrice e commediografa statunitense.

## Filmografia

### Sceneggiatrice
- Cornered, regia di William Beaudine (1924)
- The Clinging Vine, regia di Paul Sloane (1926)
- Corporal Kate, regia di Paul Sloane (1926)
- The Cruise of the Jasper B, regia di James W. Horne (1926)
- Rubber Tires, regia di Alan Hale (1927)
- Night Bride, regia di E. Mason Hopper (1927)
- No Control, regia di E.J. Babille e Scott Sidney (1927)
- Marito in trappola (The Wise Wife), regia di E. Mason Hopper (1927)
- The Rush Hour, regia di E. Mason Hopper (1927)[1][2]
- Il tenente di Napoleone (Devil May Care), regia di Sidney Franklin (1929)
- La divorziata (The Divorcee), regia di Robert Z. Leonard (1930)
- Dall'ombra alla luce (Road to Paradise), regia di William Beaudine (1930)
- Istituto di bellezza (Reducing), regia di Charles F. Riesner (1931)
- Lo sciopero delle mogli (Politics), regia di Charles Reisner (1931)
- Cortigiana (Susan Lenox (Her Fall and Rise), regia di (non accreditato) Robert Z. Leonard (1931)
- Ingratitudine (Emma), regia di Clarence Brown (1932)
- New Morals for Old, regia di Charles Brabin (1932)
- Prosperity, regia di Sam Wood (1932)
- Cuori in burrasca (Tugboat Annie), regia di Mervyn LeRoy (1933)
- Beauty for Sale, regia di Richard Boleslavsky (1933)
- Day of Reckoning, regia di Charles Brabin (1933)
- La danza di Venere (Dancing Lady), regia di Robert Z. Leonard (1933)
- You Can't Buy Everything, regia di Charles F. Riesner (1934)
- This Side of Heaven, regia di William K. Howard (1934)
- Il gatto ed il violino (The Cat and the Fiddle), regia di William K. Howard e, non accreditato, Sam Wood (1934)
- L'agente n. 13 (Operator 13), regia di Richard Boleslavsky (1934)
- A Wicked Woman, regia di Charles Brabin (1924)

### Attrice
- The Truth, regia di Lawrence C. Windom (1920)
- The Highest Bidder, regia di Wallace Worsley (1921)
- L'enigma dell'alfiere nero (The Bishop Murder Case), regia di Nick Grinde e David Burton (1929)
- La divorziata (The Divorcee), regia di Robert Z. Leonard (1930)
- La modella (Inspiration), regia di Clarence Brown (1931)
- La piccola amica (Daybreak), regia di Jacques Feyder (1931)
- Sadie McKee, regia di Clarence Brown (1934)
- A Wicked Woman, regia di Charles Brabin (1934)